# Istenszülő elszenderedése fatemplom (Füzesmikola)
A füzesmikolai kolostor Istenszülő elszenderedése fatemploma műemlékké nyilvánított épület Romániában, Kolozs megyében. A romániai műemlékek jegyzékében a  CJ-II-m-A-07722 sorszámon szerepel.

## Története
A templom eredetileg Csicsógombáson épült, innen 1830 körül került át Coptelkére, 1935-ben Noszolyra, végül 1974-ben a füzesmikolai kolostorba.